# Ombra fedele anch'io
Ombra fedele anch'io – najsłynniejsza aria z  Idaspe, opery skomponowanej w typowym dramatycznym, pociągłym stylu neapolitańskim w 1730 roku. Skomponował ją Riccardo Broschi (1698–1756), włoski kompozytor późnego baroku, brat słynnego śpiewaka–kastrata Carlo Broschiego znanego pod pseudonimem Farinelli.
 Ombra fedele anch'io

sul margine di Lete

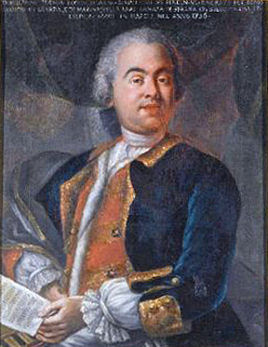
Riccardo Broschi

seguir vo' l'idol mio che tanto addoro.

Che bella pace e questa che a consolar

se resta il mio martoro